# Franse Erkentelijkheidsmedaille

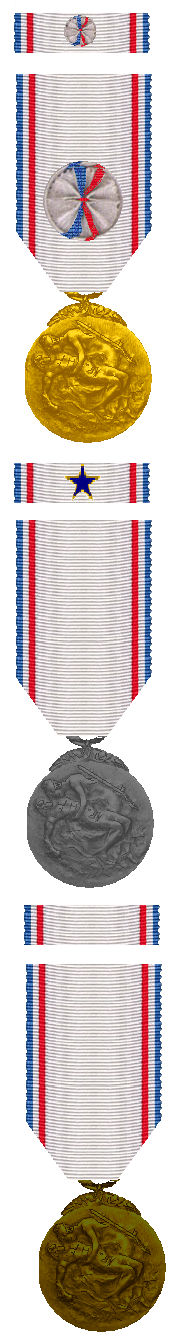
Médaille de la reconnaissance Française, eerste model.

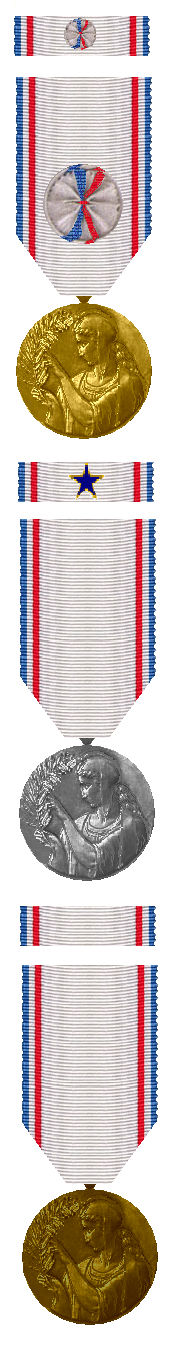
Médaille de la reconnaissance Française, tweede model.

De Franse Erkentelijkheidsmedaille (Frans: Médaille de la reconnaissance Française) was een onderscheiding van Frankrijk. De medaille werd op 13 juli 1917 ingesteld om openlijk aan de dankbaarheid van de Franse regering voor hulp aan de gewonden, zieken, nabestaanden van gesneuvelde militairen, verminkten, gehandicapten, blinden, weeskinderen en vluchtelingen uitdrukking te geven. De Eerste Wereldoorlog had in Frankrijk tijdens de eerste drie oorlogsjaren al diepe wonden geslagen. In de maanden april en mei van 1917 verloren de geallieerde troepen tijdens de mislukte offensieven van generaal Robert Nivelle nogmaals 350.000 man, waar slechts een minimale terreinwinst tegenover stond. Het resultaat was dat het Franse leger begon te muiten vanwege de onzinnige en misdadige manier waarop door de generale staf met mensenlevens werd gesmeten. Deze medaille werd ingesteld op een ogenblik waarop het Franse moreel op een dieptepunt was beland.
De medaille werd toegekend aan vrijwilligers die ondanks de crisis waarin het land verkeerde vrijwilligerswerk bleven doen. Ook aan het front uitgevoerde daden waaruit een bijzondere toewijding aan het vrijwilligerwerk bleek deden een vrijwilliger voor de medaille in aanmerking komen.
Aan en achter het front werkten duizenden vrijwilligers, vaak van het Rode Kruis en vergelijkbare organisaties, om de vele oorlogsslachtoffers te helpen. Veel vrijwilligers komen uit de tot 1917 neutrale Verenigde Staten.
Ook voor lobbyen, het rekruteren van vrijwilligers, het inzamelen van geld en voor het inzamelen of doneren van hulpgoederen werd deze medaille toegekend.
In het Decreet van 9 januari 1923 werd vastgelegd dat de vrijwillige helpers die in het Franse Staatsblad, het "Journal Officiel", werden genoemd in het vervolg het lint van de 2e klasse mochten dragen. Dit voor burgers gereserveerde eerbetoon doet denken aan de uitreikingen van palmen en sterren op het lint van het Croix de Guerre aan de in dagorders genoemde militairen.
De medaille werd in drie klassen uitgereikt:
- Bronzen medaille (3e classe en bronze)
- zilveren medaille (2e classe en argent)
- verguld zilveren medaille (1re classe en vermeil)

De medailles werden aan 15.000 mensen en instellingen toegekend. De laatste uitreiking was op 14 februari 1959.
In Nederland werd na de Tweede Wereldoorlog een vergelijkbare onderscheiding, de Erkentelijkheidsmedaille 1940-1945 ingesteld.

## Toekenningen in de Eerste Wereldoorlog
De Dankbaarheidsmedaille werd toegekend aan:
- vrijwilligers die, aan het front, daden van uitzonderlijke toewijding hebben verricht maar daar minder dan een jaar hebben gewerkt
- organisaties of gemeenschappen waarvan de leden niet in aanmerking kwamen voor individuele medailles (Decreet van 2 december 1917)
- Fransen die uit het door de Duitsers in 1871 geannexeerde Elzas-Lotharingen werden gedeporteerd, verbannen of vóór 1 augustus 1914 door de Duitse autoriteiten vanwege hun gehechtheid aan Frankrijk aan represailles werden blootgesteld (besluit van 1 april 1922)
- Krijgsgevangenen, gevangen burgers, gijzelaars en helpers van de geallieerde legers die door uitzonderlijke daden van moed en toewijding hebben geholpen en personen uit Elzas en Lotharingen die deze mensen hebben geholpen (besluiten van 29 november 1926 en 8 december 1928)

Een voorbeeld van een postume toekenning is die aan het parlementslid Théodore Durre uit Valenciennes die met gevaar voor eigen leven door de vijandelijke linies sloop om een zitting van het parlement in Parijs bij te wonen. Een ander, Louis Martin uit Fumay kreeg de medaille omdat hij, onder andere, postduiven naar onbezet gebied had gestuurd en een neergeschoten Franse piloot had geholpen. Hij was daarvoor ter dood veroordeeld en bracht drie jaar in een Duitse cel door.

## Toekenningen in de Tweede Wereldoorlog
In het Decreet van 11 augustus 1941 bepaalde maarschalk Pétain dat de medaille in het vervolg ook aan Fransen die, tussen 2 september 1939 en de wapenstilstand in mei 1940, buiten de krijgsmacht door moed en toewijding bijzondere verdiensten hadden getoond. Dat was ook het geval bij Fransen in den vreemde, vreemdelingen en Franse gemeenschappen ("collectivités françaises").
Op 14 april 1942 bepaalde een decreet van diezelfde collaborerende Vichy-regering dat de medaille aan Franse militairen kon worden verleend voor verdiensten in krijgsgevangenschap.
De medaille werd toegekend aan de inmiddels gerepatrieerde buitenlandse militairen en burgers, aan organisaties en collectieven en Fransen die tijdens de oorlog en tijdens de vijandelijkheden daden, getuigend van toewijding aan het algemeen belang, hebben verricht die als militair optreden kunnen worden gezien (besluit van 14 september 1945).
Generaal De Gaulle liet in een decreet van 22 november 1946 vastleggen dat ook verzetsdaden in aanmerking kwamen voor de Franse Erkentelijkheidsmedaille. Op 30 april 1946 werd de "Lettre de Remerciement de la Reconnaissance Française" officieel ingesteld. Dit diploma was gedacht voor personen die de erkentelijkheid van Frankrijk hadden verworven maar geen exceptionele of gevaarlijke dingen hadden gedaan. Het diploma gaf geen recht op het dragen van de medaille.

## De collectieve onderscheidingen
Bij de collectieve onderscheidingen met de Dankbaarheidsmedaille gaat het om zes Franse en acht buitenlandse steden.
Franse steden:
- Annemasse, Thonon-les-Bains en Évian-les-Bains (1921).
- Céret (1946).
- Cerbère et Hochfelden (Frankrijk) (1947).

Buitenlandse steden:
- Schaffhausen (1919), Bazel, Genève en Lausanne (1921), Montreux (1953) in Zwitserland.
- Bergen in België (1920).
- Luxemburg in het Groothertogdom Luxemburg (1921).
- Narvik in Noorwegen (1954).

## De medaille
Tussen 1917 en 1959 werden twee versies van de medaille uitgerekt:
Ronde medailles met een diameter van 30 millimeter. Op de door de graveur Jules Desbois ontworpen voorzijde is een symbolische scene afgebeeld; een gewapende vrouw met frygische muts, Frankrijk voorstellend, buigt zich over een gewonde jonge man die met zijn zwaard in de rechterhand op de grond uitgestrekt ligt. 
Op de keerzijde staat de opdracht "RECONNAISSANCE  FRANCAISE" en een palmtak.
Het tweede model is een ronde medailles met een diameter van 32 millimeter. Op de door de graveur Maurice Delannoy ontworpen voorzijde is een symbolische scene afgebeeld; een vrouw met frygische muts, Frankrijk voorstellend, biedt met de rechterhand een palmtak aan. De linkerhand is opgeheven.
Op de keerzijde staat de opdracht "RECONNAISSANCE FRANÇAISE" als rondschrift. In het midden staan binnen een krans van rozen de initialen "R F."op een klein schild.
Men droeg de medailles van beide modellen aan een wit zijden lint met rood-wit-blauwe strepen langs de rand op de linkerborst. De medaille volgt in rang op het Croix du combattant maar heeft voorrang op de Médaille d'Outre-Mer.
Op het lint en de baton van de verguld zilveren medaille wordt een kleine rozet gedragen. Het lint en de baton van de zilveren medaille draagt een blauw geëmailleerde ster.

## De draagwijze
De medaille werd na de Herinneringsmedaille van de Vrijwilligers van het Vrije Frankrijk op de linkerborst gedragen. Wanneer men op uniformen geen modelversierselen droeg was een kleine rechthoekige baton in de kleuren van het lint voorgeschreven. Op de baton van de gouden medaille werd een kleine rozet bevestigd. De baton van de zilveren medaille draagt een kleine blauw geëmailleerde vijfpuntige ster. De baton van de bronzen medaille wordt niet versierd.
De medaille werd ook als miniatuur met een doorsnede van 19 millimeter gedragen op bijvoorbeeld een rokkostuum.